# Gmina Dzierzgoń
Die Gmina Dzierzgoń [ˈʥɛʒgɔɲ] ist eine Stadt-und-Land-Gemeinde im Powiat Sztumski der Woiwodschaft Pommern in Polen. Ihr Sitz ist die gleichnamige Stadt (deutsch: Christburg) mit fast 5000 Einwohnern.

## Geographie
Die Gemeinde liegt im ehemaligen Westpreußen, etwa 20 Kilometer südöstlich von Malbork (Marienburg) und 20 Kilometer südlich von Elbląg (Elbing). Der Fluss Dzierzgoń (Sorge) fließt durch die namensgebende Stadt.

## Geschichte
Das Gebiet der Gemeinde gehörte von 1920 bis 1939 zum Regierungsbezirk Westpreußen der preußischen Provinz Ostpreußen.
Von 1975 bis 1998 gehörte die Gemeinde zur Woiwodschaft Elbląg. Bürgermeisterin ist seit 2014 Elżbieta Domańska.

### Wappen
Das Wappen stellt Katharina von Alexandrien mit den Attributen Schwert, Rad und Märtyrerkrone auf goldenem Schild dar. Das Wappen wurde nach den Bildern mittelalterlicher Siegel des 13. Jahrhunderts vom deutschen Heraldiker Otto Hupp im 19. Jahrhundert entworfen.

### Partnergemeinden
Die Partnergemeinden der Gmina Dzierzgoń sind:
- Finspång in Schweden
- Finsterwalde in Deutschland
- Nordborg in Dänemark
- Sittensen in Deutschland

## Gliederung
Zur Stadt-und-Land-Gemeinde (gmina miejsko-wiejska) Dzierzgoń gehören folgende Ortschaften:
| polnischer Name  | deutscher Name (bis 1945) |
| ---------------- | ------------------------- |
| Ankamaty         | Ankemitt                  |
| Bągart           | Baumgarth                 |
| Blunaki          | Blonaken                  |
| Bruk             | Bruch                     |
| Budzisz          | Budisch                   |
| Chartowo         | Hartwigsfelde             |
| Chojty           | Choyten (1929–45 Koiten)  |
| Dzierzgoń        | Christburg                |
| Jasna            | Lichtfelde                |
| Jeziorno         | Lautensee                 |
| Judyty           | Judittenhof               |
| Kamienna Góra    | Steinberg                 |
| Kuksy            | Kuxen                     |
| Lisi Las         | Friedrichsfelde           |
| Litewki          | Litefken                  |
| Minięta          | Menthen                   |
| Morany           | Morainen                  |
| Nowa Karczma     | Neukrug                   |
| Nowiec           | Neuhöferfelde             |
| Nowiny           | Neuhof                    |
| Pachoły          | Pachollen                 |
| Pawłowo          | Petershof                 |
| Piaski Sztumskie | Sandhuben                 |
| Poliksy          | Polixen                   |
| Prakwice         | Prökelwitz                |
| Spalonki         | Bärenwinkel               |
| Stanówko         | Klein Stanau              |
| Stanowo          | Groß Stanau               |
| Stara Wieś       | Altendorf                 |
| Tywęzy           | Tiefensee                 |
| Żuławka Sztumska | Posilge                   |

## Söhne und Töchter (Auswahl)
- Richard Emil zu Dohna-Schlobitten (1872 in Cöllmen bei Prökelwitz – 1918),  deutscher Majoratsherr und Parlamentarier